# Soror Dolorosa
Soror Dolorosa est un groupe de cold wave français, originaire de Toulouse, en Haute-Garonne. Le groupe publie son premier album, Blind Scene, en février 2011. 

## Biographie

### Débuts
Le groupe est composé à l'origine de Andy (Nuit Noire, Mütiilation, Peste Noire, Celestia, Darvulia, Fornication) à la batterie, Franck (ex-Funeraëll) à la guitare, Hervé (ex-Funeraëll) à la basse et Christophe Guenot (SixIDD de SIXISSIX, ex-Funeraëll) au chant,. Le nom du groupe est inspiré par Hervé Carles (bassiste) après sa lecture de la nouvelle de Georges Rodenbach Bruges-la-Morte, œuvre plongeant son lecteur dans un monde symboliste empli de passion, de nostalgie et de deuil. Soror Dolorosa signifie aussi les Sœur douloureuse (ou de la douleur) en latin.
Entre 2001 et 2005, le groupe compose deux démos, donne plusieurs concerts, et fait évoluer sa formation avec l'arrivée de Emey en 2003. 2005 est une année de séparation pour le groupe. Ils se reformeront en août 2007 avec Andy  au chant, Franck  à la batterie, Hervé à la basse et Emey à la guitare, autour des chansons écrites par la première formation. C'est alors qu'une troisième démo est enregistrée, sans être diffusée, aux consonances définitivement rock gothique. Soutenus par la basse motrice d'Hervé, les morceaux de Soror Dolorosa se teinteront peu à peu des personnalités de chacun de ses membres pour créer une musique goth/rock.

### Severance
En 2007, Andy se met au chant, Franck Ligabue à la batterie, Hervé à la basse et Emey (ex-Contrast, Unscarred) à la guitare. Soror Dolorosa voit son premier titre publié sur la compilation Poisoned Dead Frogs (Manic Depression) en mars 2008, American Chronicle.
En août 2009, Severance, le premier EP six titres de Soror Dolorosa, est publié sur le label anglais Todestrieb Records. L'EP ramène sciemment l'auditeur à l'époque durant laquelle The Cure et les Sisters of Mercy faisaient danser les foules. Allant d'un death rock puissant et émotionnel à une cold wave éthérée, les ambiances créées dans cet album sont nombreuses. Il mêle les rythmes des années 1980, les déchirures des années 1970 et les contemplations romantiques du XIXe siècle. La pochette de Severance reprend une photographie de Marguerite Carrée (chanteuse soprano française) dans La Jota de Laparra signée par Nadar (Opéra-Tragicomique, 1911).
Les concerts se multiplient, la musique de Soror Dolorosa se répand à travers un circuit assez fermé de fans qui l'achètent sur internet ou lors de leur passage en concert.

### Blind Scenes

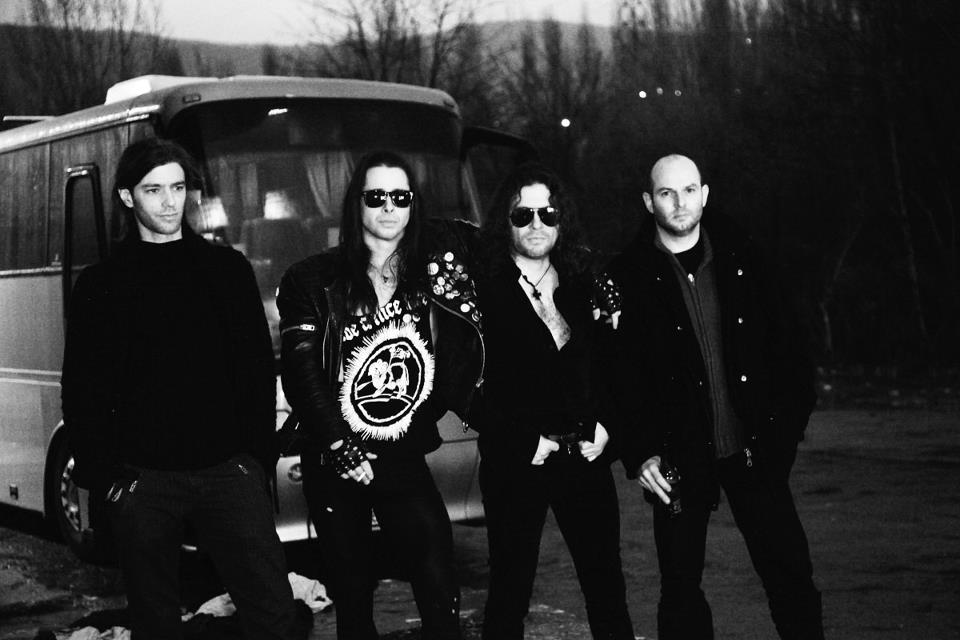
Soror Dolorosa à Bilbao, en 2012.

En août 2010, le groupe enregistre son premier album au Drudenhaus Studio (CNK, Alcest, Les Discrets, Varsovie, Necroblaspheme). Intitulé Blind Scenes, il est publié en février 2011, et dévoile les scènes cachées du monde à travers la cold wave. Réalisé par Metastazis, le graphisme de l'album est empreint des symboles de la Sécession. La Mort, représentée avec les yeux bandés sur la couverture, est un détournement d'une œuvre de Koloman Moser. Il est publié sur le label allemand Beneath Grey Skies (Northern Silence Productions). Chroniqué par la presse française et allemande, et repris par les DJ dans leurs soirées, ce premier album se répand rapidement, permettant ainsi au groupe d'être invité à jouer au Felsenkeller (Lindenau, Leipzig, Allemagne), aux côtés de The March Violets, pour les vingt ans du Wave Gothik Treffen en juin 2011, ou encore à Vienne au Viper Room. Le réalisateur américain Toshadeva Palani a réalisé le clip officiel du titre Low End.
L'année 2012 est dédiée à l'inspiration et aux rencontres à travers deux tournées européennes et l'enregistrement du second album, mais elle débute tout d'abord par un très grand changement. Pour des raisons personnelles, Emey n'a pu rejoindre le groupe pour la tournée, et est remplacé à la guitare par Nicolas Mons (ex-Lysart, ex-Human Shame). Dès février 2012, Soror Dolorosa entame une tournée de 17 dates avec Alcest et Les Discrets pour la sortie du nouvel album d'Alcest Les Voyages de l'Âme, cette tournée est un moment fort dans l'évolution du groupe où les morceaux du premier album prirent vie sous les yeux des fans européens. En 2014, Ils jouent en tête d'affiche du festival Dark Birthday II du magazine Twice (fanzine).

### Derniers albums

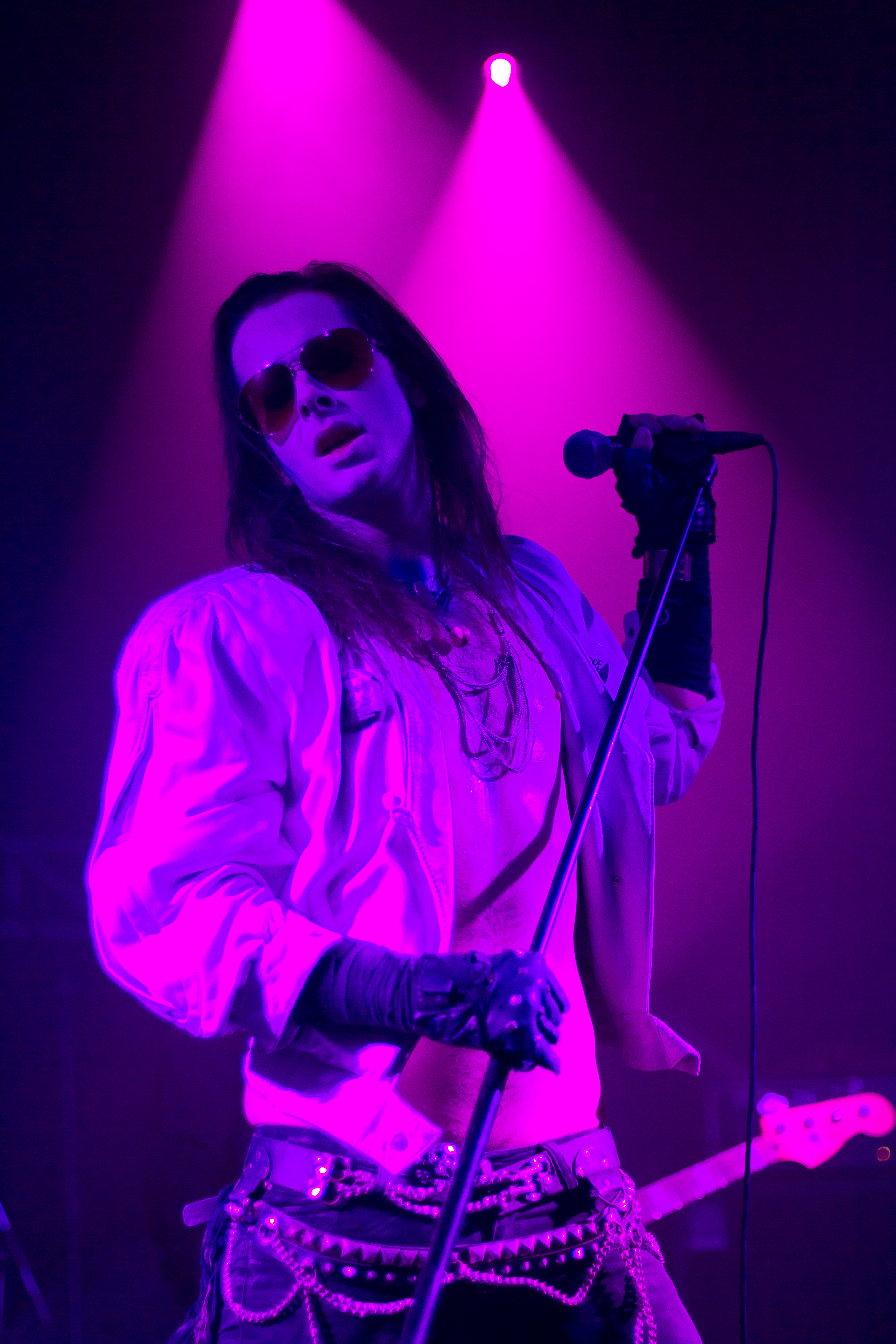
Andy Julia, avec Soror Dolorosa au WGT 2015.

La période estivale est dédiée à l'enregistrement d'un deuxième album au Drudenhaus Studio (France), dont la date de sortie est prévue pour début 2013. La rentrée débute avec une tournée européenne de 16 dates aux côtés de Heirs (AU) et A Dead Forest Index (NZ) pour le Hunter Tour. L'album, intitulé No More Heroes, sort courant 2013.
En septembre 2017, le groupe publie son nouvel album, Apollo chez Prophecy Productions,. Nicolas Mons et Franck Ligabue quittent alors le groupe.

## Discographie

### Albums studio
- 2009 - Severance (EP) (Todestrieb Records)
- 2011 - Blind Scenes (Beneath Grey Skies / Northern silence)
- 2013 - No More Heroes (Beneath Grey Skies / Season of Mist)
- 2017 - Apollo (Prophecy Productions)
- 2024 - Mond (Prophecy Productions)

### Compilations et Albums en public
- 2017 - Rive Gauche: Live in Paris (Concert enregistré le 6 Décembre 2014 à l'Auditorium Saint-Germain à Paris) (Prophecy Productions)